# Telmatobius ceiorum
Espèce
Statut de conservation UICN

 CR  : 
En danger critique
Telmatobius ceiorum est une espèce d'amphibiens de la famille des Telmatobiidae.

## Répartition
Cette espèce est endémique d'Argentine. Elle se rencontre entre 1 400 et 2 200 m d'altitude dans les provinces de Catamarca et de Tucumán.

## Étymologie
Cette espèce est nommée en hommage à José Miguel Alfredo María Cei et de son fils Roberto Cei.

## Publication originale
- Laurent, 1970 : Dos nuevas especies argentinas del genero Telmatobius (Amphibia-Leptodactylidae). Acta Zoologica Lilloana, vol. 25, no 19, p. 207-226.